# 1060 Magnolia
1060 Magnolia är en asteroid i huvudbältet som upptäcktes den 13 augusti 1925 av den tyske astronomen Karl Wilhelm Reinmuth. Dess preliminära beteckning var 1925 PA. Den namngavs sedan efter växtsläktet Magnolia, som i sin tur namngivits efter den franske botanikern Pierre Magnol.
Den tillhör asteroidgruppen Flora.
Magnolias senaste periheliepassage skedde den 1 augusti 2022. Beräkningar tyder på att asteroiden har en rotationstid på ungefär 2,91 timmar.